# Touch Me I'm Sick
Touch Me I'm Sick är en låt av Mudhoney. Den släpptes som singel i augusti 1988 på etiketten Sub Pop. 
Enligt Steve Huey på Allmusic handlar "Touch Me I'm Sick" om sjukdom, självhat, ångest och smutsigt sex. Enligt en annan uppgift handlar låten om AIDS.

## Låtlista

### Vinylsingel (7")
Båda sångerna är skrivna och komponerade av Mark Arm, Steve Turner, Dan Peters och Matt Lukin.
1. "Touch Me I'm Sick" – 2:33
2. "Sweet Young Thing Ain't Sweet No More" – 3:35